# Gonocephalus klossi
Gonocephalus klossi är en ödleart som beskrevs av  George Albert Boulenger 1920. Gonocephalus klossi ingår i släktet Gonocephalus och familjen agamer. Inga underarter finns listade i Catalogue of Life.